# Handball Estense
L'Handball Estense Ferrara è una società di pallamano della città di Ferrara.

Milita in Serie B - Girone C del campionato italiano maschile di pallamano.

Disputa le proprie gare interne al Palaboschetto di Ferrara.

## Storia

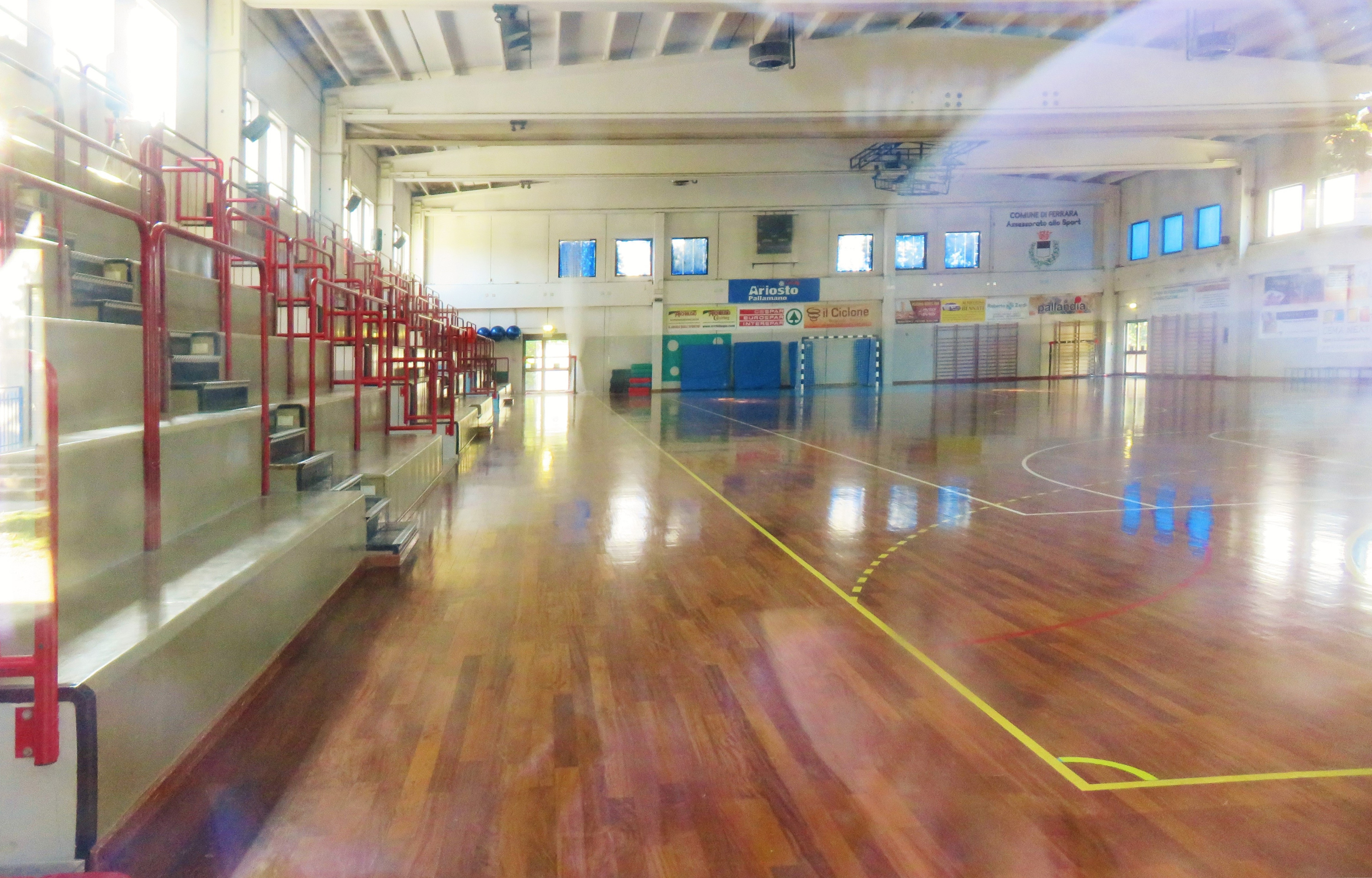
Il campo da gioco del Palaboschetto di Ferrara.

La società di pallamano Handball Estense nasce come entità autonoma nel 1999, distaccandosi dall'allora unica squadra di pallamano cittadina, la G.S. Ariosto Pallamano Ferrara.

## Palasport
L'Handball Estense disputa le proprie gare casalinghe presso il Palaboschetto di Ferrara.
L'impianto si trova in via De Marchi 4 ed ha una capienza di circa 600 spettatori.
Al suo interno sono presenti 2 spogliatoi per le squadre e 2 spogliatoi arbitri, bar e servizi per il pubblico.
La Gestione dell'impianto è affidata all'G.S. Ariosto Pallamano Ferrara.

## Organigramma
- Presidente: Annalena Ziosi
- Vicepresidente: Lorenzo Pavani
- Direttore Sportivo: Massimo Poderi
- Segretario: Sergio Stagni
- Addetto Stampa: Lorenzo Pavani
- Addetto sito: Lorenzo Pavani

## Rosa 2017-2018

### Giocatori
| N° | Naz.               | Ruolo | Sportivo            | Anno |  |  |
| -- | ------------------ | ----- | ------------------- | ---- |  |  |
| 16 | Italia (bandiera)  | P     | Tommaso Stagni      | 2000 |  |  |
| 1  | Italia (bandiera)  | P     | Giovanni Pavani     | 2000 |  |  |
| 14 | Italia (bandiera)  | A     | Dario Zanghirati    | 2000 |  |  |
| 99 | Italia (bandiera)  | A     | Federico Janni      | 2000 |  |  |
| 5  | Italia (bandiera)  | T     | Alessandro Turrin   | 2000 |  |  |
| 13 | Italia (bandiera)  | A     | Francesco Ghiglioni | 1998 |  |  |
| 20 | Italia (bandiera)  | A     | Stefano Checchi     | 1994 |  |  |
| 19 | Italia (bandiera)  | A     | Andrea Tartaglione  | 1998 |  |  |
| 91 | Italia (bandiera)  | A     | Marco Govoni        | 2000 |  |  |
| 6  | Croazia (bandiera) | T     | Matija Šćepanović   | 1996 |  |  |
| 17 | Italia (bandiera)  | T     | Michele Tieghi      | 1987 |  |  |
| 18 | Italia (bandiera)  | C     | Giacomo Sacco       | 1993 |  |  |
| 9  | Italia (bandiera)  | PV    | Nerio Zaltron       | 1995 |  |  |
| 22 | Italia (bandiera)  | PV    | Vincenzo Rondinelli | 1999 |  |  |
| 12 | Italia (bandiera)  | P     | Nicolò Sgambaro     | 1995 |  |  |
| 10 | Italia (bandiera)  | A     | Edoardo Bilancioni  | 1999 |  |  |
| 39 | Italia (bandiera)  | PV    | Giovanni Albanese   | 1998 |  |  |

### Staff
- Allenatore: Enrico Giacomel
- Vice-Allenatore: Luca Chiericatti
- Accompagnatore: Mauro Manservisi
- Accompagnatore: Giovanni Sacco
- Fisioterapista: Stefano Caporale
- Medico: Giuseppe Ghiglioni